# Zespół Fitz-Hugh-Curtisa
Zespół Fitz-Hugh-Curtisa (łac. perihepatitis) – ograniczone zapalenie otrzewnej wywołane przez gonokoki, obecnie jednak wiadomo, że może do niego dochodzić także w przypadku innych chorób przenoszonych drogą płciową, a zwłaszcza w przypadku zakażeń chlamydiowych, które wydają się być nawet częściej przyczyna zespołu niż dwoinki rzeżączki. Stwierdza się go w 1–10% stanów zapalnych narządów miednicy mniejszej (PID, pelvic inflammatory disease).
Do zakażeń dochodzi z dróg rodnych poprzez jamę macicy i następnie jajowody do miednicy małej, skąd choroba ulega rozprzestrzenieniu na otrzewną.

## Objawy i przebieg
Choroba dotyczy najczęściej młodych kobiet i w swoim przebiegu jest podobna do zapalenia pęcherzyka żółciowego przebiegającego z objawami otrzewnowymi zlokalizowanymi w prawym górnym kwadrancie brzucha. Typowo występują ostre i silne bóle w prawym podżebrzu i tkliwość wątroby, podwyższoną temperaturą, nudnościami i wymiotami. Osłuchowo można stwierdzić szmer tarcia w okolicy wątroby (ang. friction rub). Chorobie towarzyszyć może tkliwość szyjki macicy, macicy i przydatków.

## Klasyfikacja ICD10
| kod ICD10     | nazwa choroby                                                                         |
| ------------- | ------------------------------------------------------------------------------------- |
| ICD-10: K67   | Zaburzenia otrzewnej w przebiegu chorób zakaźnych sklasyfikowanych gdzie indziej      |
| ICD-10: K67.0 | Zapalenie otrzewnej wywołane przez Chlamydia                                          |
| ICD-10: K67.1 | Rzeżączkowe zapalenie otrzewnej                                                       |
| ICD-10: K67.9 | Inne zaburzenia otrzewnej w przebiegu chorób zakaźnych sklasyfikowanych gdzie indziej |